# Rendez-vous (album video de Patricia Kaas)
Rendez-vous este primul album video al cântăreței franceze Patricia Kaas.

## Conținut
- Primul disc

1. „Intro”
2. „La vie en rose”
3. „Mon mec à moi”
4. „L'amour devant la mer”
5. „Les hommes qui passent”
6. „Entrer dans la lumière”
7. „Quand j'ai peur de tout”
8. „Je me souviens de rien”
9. „Il me dit que je suis belle”
10. „Gentleman Cambrioleur”

- Discul secund

1. „Fais-moi l'amitié”
2. „Regarde les riches”
3. „Kennedy Rose”
4. „Ceux qui n'ont rien”
5. „Mademoiselle chante le blues”
6. „Les lignes de nos mains”
7. „Dans ma chair”
8. „Je voudrais la connaître”
9. „L'aigle noir”
10. „Chanson simple”